# Witchfinder (comics)
Witchfinder est une série de comics créée par Mike Mignola, qui s'intègre dans l'univers débuté avec la série Hellboy.
Elle met en scène le personnage de Sir Edward Grey surnommé Witchfinder, un enquêteur du surnaturel au service de la Couronne d'Angleterre. Le personnage est créé d’abord comme brève apparition, voire une simple évocation, dans la série Hellboy (première évocation dans l’épisode Wake the Devil) ou encore dans Abe Sapien (dans la première partie de The Drowning), puis avec sa propre série même si la publication des épisodes reste toujours épisodique.
La série est délibérément fantastique avec des pointes horrifiques mais reste, dans ce dernier aspect, à un niveau moindre que Lord Baltimore, autre création de Mignola qui participe du même type d'univers.

## Histoire
Sir Edward Grey est un détective de l’occulte, d’où son surnom de Chasseur de sorcières qui vit en Grande-Bretagne dans la deuxième partie de l’ère victorienne.
Edward Grey est le fils de l’intendant de lord Hastings. Il est encore un jeune garçon quand il est confronté à sa première énigme, à savoir des meurtres sauvages qu’on attribue à un loup. En fait de loup, il s’agit plutôt d’un garou et du fils du lord qui plus est.
Plutôt que de blâmer le meurtrier de son héritier, ledit lord fait soigner Edward, blessé dans l’aventure et, mieux encore, lui assure une parfaite éducation. Avoir sauvée la reine Victoria de l’emprise des sorcières de Farnham lui vaut en 1876 d’être fait Sir.
3 cycles composent aujourd’hui l’essentiel de cette saga.
- In the Service of the Angels -110 planches (scenario : Mike Mignola/dessin : Ben Stenbeck)

L’action débute à Londres en 1878 quand des bobbies découvrent un corps exsangue mais aucune trace de sang aux alentours. Dépêché sur les lieux Edward ne peut que constater qu’il s’agit du troisième meurtre de ce genre. Avec cet assassinat Lord Wellington consent enfin à évoquer cette expédition vers une cité perdue, peut-être ultime avatar de l’Atlantide…
Cette aventure vaut au héros de se frotter à l’Heliopic Brothehood of Ra, Fraternité qu’on retrouve dans Hellboy.
- Lost and Gone Forever -110 planches (scenario : Mike Mignola et John Arcudi/dessin : John Severin)

Nous sommes cette fois dans l’Utah en 1880. L’église d'une petite ville est en ruines et Edward y trouve une curieuse dalle recouverte d’étranges glyphes. Le fait de demander le shérif et une explication sur l’état de l’église au saloon lui vaut un accueil pétaradant dont il n’échappe que grâce à un cow-boy qui l’attendait visiblement…
Cette aventure est l’occasion pour Mignola d’intégrer son co-scénariste de toujours John Arcudi. Pour le lecteur c’est aussi l’occasion de revoir des dessins de John Severin qui fut l’un des piliers de l’équipe EC puis plus tard de Warren.
- The Mysteries of the Unland – parution en cours depuis juin 2014 (scenario : Kim Newman et Maura McHugh / dessins : Tyler Crook)

Sir Edward enquête en 1881 à Hallam dans le Sommerset ; on vient d’autopsier Mr Neal, assassiné noyé, qui présente d’étranges traces de brûlures électriques. Dans cette petite ville, réputée pour son élixir Poole, il ne se passe pourtant jamais rien. Tout indique que des agents étrangers auraient fait le coup ; c’est en tout cas la thèse de la police. Mais un papier griffonné dans un carnet invite à se rendre dans les non-terres…
Dans le vaste univers de Mignola, c’est la première fois que des scénaristes ne faisant pas partie de l’écurie, tels John Arcudi, Scott Allie ou Christopher Golden, se voient confier la réalisation de l’épisode d’une saga. Certes, Kim Newman (1959) est loin d’être un inconnu dans la littérature fantastique ou d’horreur mais ce n’est pas le cas de Maura McHugh. Cette dernière a néanmoins toutes les qualités pour participer à cet opus fantastique puisqu’elle a obtenu une maîtrise de lettres en se spécialisant sur le roman gothique.
- Witchfinder: The Reign of Darkness' de Mike Mignola, Chris Roberson, Christopher Mitten. Sir Edward enquête sur les crimes de Jack l'Éventreur[5].

## Publications

### Version originale

#### My Space Dark Horse Presents
- #16 (2008) – Murderous Intent – 8 planches (scenario : Mike Mignola/dessin: Ben Stenbeck). Repris dans l’album In the Service of the Angels (avril 2010)[6].

#### Sir Edward Grey Witchfinder
- #1-#5 In the Service of the Angels (juillet-novembre 2009)[7] – 5 chapitres, chacun de 22 planches. Repris dans l’album In the Service of the Angels (avril 2010)
- #6-#10 Lost and Gone Forever (février-juin 2011) – 5 chapitres, chacun de 22 planches. Repris dans l’album Lost and Gone Forever[8] (janvier 2012)
- #10-#15 The Mysteries of the Unland – 3 chapitres déjà parus, chacun de 22 planches.

### Version française
- 1 Au service des anges, novembre 2013
Scénario : Mike Mignola et Scott Allie - Dessin : Ben Stenbeck et Patric Reynolds - Couleurs : Dave Stewart

Ce volume reprend l’intégralité de l’album In the Service of the Angels ainsi que les deux courtes histoires et les croquis qui complétaient le volume. Ces nouvelles sont traduites sous les titres Dessein meurtrier et Henry Hood : L’enterrement de Katherine Baker. Techniquement cette dernière histoire parue comme complément dans Hell Boy : Wild Hunt # 7 d’octobre 2009 n’a aucun rapport avec Edward Grey à ceci près, outre l’ambiance mortifère, qu’Henry Hood le protagoniste de l’histoire à lui aussi été inquisiteur. Il fut d’ailleurs la cause de la mort de Katharine qu’il fit pendre comme sorcière en 1646.
- 2 Perdu corps et âme, octobre 2014
Scénario : Mike Mignola et John Arcudi - Dessin : John Severin - Couleurs : Dave Stewart
- 3 Les Mystères d'Unland, juin 2015
Scénario : Mike Mignola, Kim Newman et Maura McHugh - Dessin : Tyler Crook et Ben Stenbeck - Couleurs : Dave Stewart
- 4 La Cité des morts, mars 2019
Scénario : Mike Mignola et Chris Roberson - Dessin : Ben Stenbeck - Couleurs : Dave Stewart